# Arthur Heße
Oskar Arthur Edmund Heße (* 11. März 1888 in Kammerforst, Kreis Langensalza; † 13. August 1966 in Mülverstedt, Thüringen) war ein deutscher Politiker (Volksnationale Reichsvereinigung).

## Leben
Nach dem Besuch der Volksschule (1892 bis 1902) wurde Heße von 1902 bis 1905 an der Präparandenanstalt in Sömmerda ausgebildet. Von 1905 bis 1908 besuchte er ein Seminar in Mühlhausen, dann die dortige Oberrealschule. Von 1910 bis 1914 studierte er an den Universitäten München und Berlin.
Von 1924 bis 1928 amtierte Heße als Großmeister der Bruderschaft Erfurt des Jungdeutschen Ordens.
Bei der Wahl vom September 1930 wurde Heße für die aus dem Jungdeutschen Orden hervorgegangene „Volksnationale Reichsvereinigung“, Teil der Deutschen Staatspartei, in den fünften Reichstag der Weimarer Republik gewählt, in dem er bis zum Juli 1932 den Wahlkreis 12 (Thüringen) vertrat. Er verließ die Fraktion der DStP bereits wieder am 7. Oktober 1930 gemeinsam mit den anderen Abgeordneten der Volksnationalen Reichsvereinigung.
Im Reichstag sprach Heße, seinem Beruf entsprechend, vor allem zu Fragen der Schule und zur Jugenderziehung: So sprach er sich beispielsweise gegen eine Verlängerung der Schulzeit von acht auf neun Jahre aus, forderte eine Arbeitsdienstpflicht für junge Leute, die diesen helfen sollte, ihre „Begabung“ für praktische Tätigkeiten zu entdecken, und warnte vor den negativen Folgen einer akademischen Ausbildung von zu großen Teilen der Jugend und davor, für eine akademische Karriere ungeeignete Personen aus ideologischen Gründen (dem Dogma der „höheren Bildung für alle“) an die Universitäten zu schicken; den Überhang an ungeeigneten Akademikern machte er in diesem Zusammenhang auch für die republikfeindliche Stimmung an den Universitäten verantwortlich. Ferner plädierte Heße für ein Verbot von Vorführungen der Verfilmung des pazifistischen Remarque-Romans Im Westen nichts Neues, den er als eine Gefährdung der Volksmoral und der Jugend anprangerte.
Kurz nach der Reichstagswahl im Juli 1932 trat Heße aus dem Jungdeutschen Orden aus und übernahm die Führung des Freiherr-vom-Stein-Bundes. Nach der Machtergreifung der Nationalsozialisten lebte Heße einer Liste des SD vom Juni 1939 zufolge als Studienrat in Erfurt. In den Nachkriegsjahren lebte Heße in Potsdam, Weimar und zuletzt Mülverstedt.

## Schriften
- Schleiermachers Individualitätsbegriff, 1918.
- Erziehung der Mädchen im Landheim, 1930.